# Tuck & Patti
Tuck & Patti è un duo musicale statunitense, composto dal chitarrista Tuck Andress (Tulsa, 25 ottobre 1952) e dalla cantante Patti Cathcart (San Francisco, 4 ottobre 1949).

## Storia
I due si incontrano a San Francisco nel 1978 e cominciano a lavorare nel circuito dei club della costa californiana, formando una coppia stabile sia nella professione che nella vita. Lei proviene da esperienze di folk e di gospel, lui da una solida formazione jazz specializzandosi in una tecnica chitarristica che prevede l'esecuzione contemporanea degli accordi, delle linee di basso e della melodia.
Dopo circa dieci anni di gavetta, nel 1988 riescono a firmare un contratto discografico con la Windham Hill Records, casa discografica "di tendenza", per la quale incidono il loro primo disco dal titolo Tears of Joy. L'album, registrato in diretta con sola voce e chitarra, racchiude il meglio del loro repertorio dal vivo, con brani originali e personalissime cover di pezzi di successo. Tra queste ultime, particolare interesse presso le stazioni radiofoniche desta la rilettura in chiave jazz di Time After Time di Cyndi Lauper, oltre alla stupenda reinterpretazione di Europa (Earths Cry Heavens Smile) (Carlos Santana) in walking bass da parte di Tuck, contenuta nel successivo album Love Warriors. Il brano contribuisce a farli conoscere anche in Italia, soprattutto dopo la loro esibizione al Festival di Sanremo 1989.
Il successivo Love Warriors (1989) conferma lo stile e il successo del primo, e il rilevante volume di vendite in Italia fa sì che Tuck & Patti prestino particolare attenzione a quello che essi considereranno il secondo mercato in ordine di fatturato.
Nel 1990 Tuck Andress dà alle stampe il suo primo album strumentale Reckless Precision, composto da cover reinterpretate con la sola chitarra (una Gibson semiacustica mod. L-5 CES del 1949).
Anche i lavori successivi saranno generalmente caratterizzati da sonorità essenziali e pulite, dallo spirito new Age dei testi e dalla registrazione in presa diretta, senza sovraincisioni.

## Discografia
Album in studio
- 1988 – Tears of Joy
- 1989 – Love Warriors
- 1991 – Dream
- 1994 – Learning How to Fly
- 1998 – Paradise Found
- 2001 – Taking the Long Way Home
- 2002 – As Time Goes By
- 2002 – Chocolate Moment
- 2004 – A Gift of Love
- 2008 – I Remember You

Raccolte
- 1997 – The Best of Tuck and Patti
- 2006 – Pure Tuck & Patti

Live
- 2005 – Live in Holland (CD + DVD)

Album solisti
- Tuck Andress – 1990 – Reckless Precision